# Artibeus fraterculus
Artibeus fraterculus é uma espécie de morcego da família Phyllostomidae, encontrada em habitats mais secos no Equador e no Peru. Anteriormente considerada uma subespécie de Artibeus jamaicensis, foi elevada ao status de espécie em 1978. É a menor espécie do grupo de grandes Artibeus (que inclui Artibeus jamaicensis, Artibeus planirostris e Artibeus lituratus), com um antebraço medindo entre 52 e 59 mm, comprimento total de 64 a 76 mm e peso de 30 a 55 g.
Trata-se de um generalista frugívoro, alimentando-se de uma variedade de frutas e complementando sua dieta com insetos. Reproduz-se tanto na estação chuvosa quanto na estação seca, com picos de nascimentos em fevereiro e maio. O único predador conhecido é a coruja-das-torres, embora possa ser caçado por outras aves de rapina e por Vampyrum spectrum. É parasitado por espécies de moscas da família Streblidae [en], ácaros e protozoários.
Artibeus fraterculus é classificado como espécie pouco preocupante pela União Internacional para a Conservação da Natureza (IUCN) na Lista Vermelha da IUCN devido à sua abundância, ampla distribuição e ausência de declínios populacionais significativos. Contudo, pode estar ameaçado por intoxicação por metais pesados em algumas áreas.

## Taxonomia e sistemática
Artibeus fraterculus foi descrito pela primeira vez em 1924 por Harold Elmer Anthony, com base em um espécime coletado a 610 m de altitude em Portovelo, província de El Oro, Equador. Inicialmente, foi considerado uma subespécie de Artibeus jamaicensis, até ser elevado ao status de espécie por Karl Koopman [en] em 1978, com base em dados morfológicos.
O nome genérico Artibeus vem do grego arti, que significa reto, e bao, que significa caminhar. O epíteto específico fraterculus significa "irmãozinho" em neolatim, referindo-se ao fato de ser a menor espécie do grupo de grandes morcegos Artibeus. Em inglês, também é conhecido como western artibeus, enquanto em espanhol é chamado de murciélago frutero fraternal ou murciélago frutero del suroccidente.
Artibeus fraterculus é uma das 12 espécies do gênero Artibeus. Historicamente, foi considerado parte do complexo de Artibeus jamaicensis. Estudos de DNA mitocondrial mostraram que ele é irmão de Artibeus hirsutus, formando, juntos, um clado irmão de Artibeus inopinatus [en]. Divergiu de outras espécies há cerca de 2,3 milhões de anos, após o fechamento da ponte terrestre do Panamá. A espécie é considerada representativa de uma conexão histórica entre morcegos da encosta oeste dos Andes e a América Central, sendo mais próxima de espécies agora restritas a essa região.

## Descrição
Artibeus fraterculus é a menor espécie do grupo de grandes morcegos Artibeus (que inclui Artibeus jamaicensis, Artibeus planirostris e Artibeus lituratus), com um antebraço de 52 a 59 mm e comprimento total de 64 a 76 mm. Adultos pesam entre 30 a 55 g. É o Artibeus sul-americano mais pálido e semelhante em aparência a Artibeus aequatorialis [en], mas menor. Apresenta polimorfismo, variando de marrom-acinzentado ou marrom-amarelado. Seu pelo é macio e aveludado, curto nas costas. O pelo dorsal é cinza-escuro a marrom-escuro, enquanto o pelo ventral é pálido, com aparência de "geada" devido às pontas branco-prateadas dos pelos.
A cabeça é grande, com um focinho relativamente grande e uma folha nasal grande, bem desenvolvida e elíptica, com ferradura livre. As orelhas, a folha nasal, as membranas do antebraço, tíbia, ossos metacarpais e falanges são marrom-pálidas, contrastando com o patágio (membrana alar) preto. O trago é cinza a cinza-escuro, enquanto os pés e o uropatágio (membrana da cauda) são marrom-escuros. O propatágio estende-se até a primeira falange do polegar, e a membrana alar alcança a base dos polegares. A membrana da cauda tem uma leve penugem na região central e a cauda está ausente. A fórmula dentária é {\displaystyle {\tfrac {2.1.2.2}{2.1.2.3}}}, totalizando 30 dentes.
As linhas faciais são tênues e pouco visíveis, com alguns indivíduos apresentando linhas inferiores quase imperceptíveis. Em contraste, Artibeus aequatorialis tem linhas faciais finas e nítidas, enquanto Artibeus lituratus apresenta linhas faciais proeminentes. Artibeus planirostris também possui linhas faciais evidentes.

## Ecologia

### Dieta
Artibeus fraterculus é principalmente frugívoro, alimentando-se de uma ampla variedade de frutas, como as provenientes das árvores Ficus, Mangifera indica, Eriobotrya japonica, Brosimum alicastrum [en], Muntingia calabura, Psidium guajava, Syzygium jambos, Iochroma arborescens [en], Solanum crinitipes, Styrax subargentea, Cecropia obtusifolia [en] e Cecropia polystachya. Também complementa sua dieta com insetos.

### Reprodução
Artibeus fraterculus é um reprodutor sazonal que se reproduz duas vezes por ano, tanto na estação chuvosa quanto na estação seca. Embora os nascimentos ocorram em ambas as estações, os picos são em fevereiro e maio. Fêmeas grávidas foram relatadas em outubro e novembro, enquanto fêmeas lactantes foram registradas em julho e novembro. Durante a estação seca, machos com gônadas descendentes e fêmeas com mamilos desenvolvidos foram observados em setembro.

### Predação
O único predador conhecido de Artibeus fraterculus é a coruja-das-torres. No entanto, ele é possivelmente predado por outras espécies de corujas e pelo cauré. Outro possível predador é o morcego Vampyrum spectrum.

### Parasitas
Artibeus fraterculus é parasitado por moscas Streblidae [en] das espécies Aspidoptera phyllostomatis, Megistopoda aranea, Metelasmus pseudopterus, Speiseria ambigua, Strebla guajiro e Trichobius joblingi, além do ácaro Periglischrus iheringi. Também é parasitado pelo protozoário Trypanosoma cruzi.

### Ecolocalização
A ecolocalização tem uma frequência inicial de 89,45 a 103,99 kHz e uma frequência final de 59,18 a 84,09 kHz, com duração de 1,61 milissegundos.

## Distribuição e habitat
Artibeus fraterculus é encontrado no Peru e no Equador. No Peru, ocorre a oeste dos Andes nos departamentos de Tumbes, Piura, Lambayeque e Ica, e em partes áridas da bacia Amazônica nos departamentos de Cajamarca e Amazonas. No Equador, é encontrado nas áreas costeiras central e sul, e nas encostas sudoeste dos Andes.
Habita florestas, habitats perturbados, áreas agrícolas e urbanas. É mais frequentemente encontrado em manguezais, matagais áridos, e florestas decíduas e semidecíduas. Também é incomumente encontrado em habitats mais úmidos, tendo sido registrado em matagais montanos úmidos em Loja, Equador. Ocorre em altitudes entre 0 e 2.145 m.
Em grande parte de sua distribuição, Artibeus fraterculus é simpatrico com Artibeus aequatorialis e Artibeus lituratus. Também coexiste com muitas outras espécies de morcegos, incluindo endêmicas do Centro de Endemismo de Tumbes, uma região dos Andes com alta proporção de espécies endêmicas. Empoleira-se em árvores ocas, arbustos, cavernas, montes de cupins, pontes, igrejas, casas, jardins e minas. O número de indivíduos empoleirados juntos pode variar de nove a centenas de morcegos.

## Conservação
Artibeus fraterculus é classificado como espécie pouco preocupante pela União Internacional para a Conservação da Natureza (IUCN) na Lista Vermelha da IUCN devido à sua ampla distribuição, abundância e ausência de declínio populacional significativo. Não enfrenta grandes ameaças em sua distribuição. No entanto, populações urbanas de Guaiaquil, no Equador, apresentam níveis elevados de chumbo em seus órgãos vitais, e a intoxicação por metais pesados pode ser uma ameaça localizada para a espécie.